# Forteresse de la Cabaña
La forteresse de San Carlos de la Cabaña a été construite par l'Espagne à l'entrée du port de La Havane, alors que Cuba était l'une de ses colonies. Devenue une prison, Che Guevara y installe son quartier général en janvier 1959.

## Historique
Le bâtiment est édifié en 1763 par les Espagnols, c'est l’une des plus grandes forteresses coloniales du continent américain.
Dans les années 1930, y sont emprisonnés des opposants célèbres comme Pablo de la Torriente Brau, Gabriel Barceló et Raúl Roa.
La forteresse servit aussi de prison pendant le régime de Fulgencio Batista et après la prise du pouvoir de la révolution cubaine en 1959. De nombreux procès et exécutions y eurent alors lieu sous la supervision de Che Guevara qui y installe son quartier général le 2 janvier 1959. Des volontaires sont invités à participer au peloton d’exécution comme des membres des familles des victimes par exemple. Certains condamnés à mort doivent, devant leurs  parents proches, justifier leur exécution. Che Guevara y recevra le surnom de « petit boucher de la Cabaña ».
C'est aujourd'hui un parc historique contenant plusieurs musées et une église désacralisée.
Tous les soirs, à 21h, des militaires tirent un coup de canon.

## Références

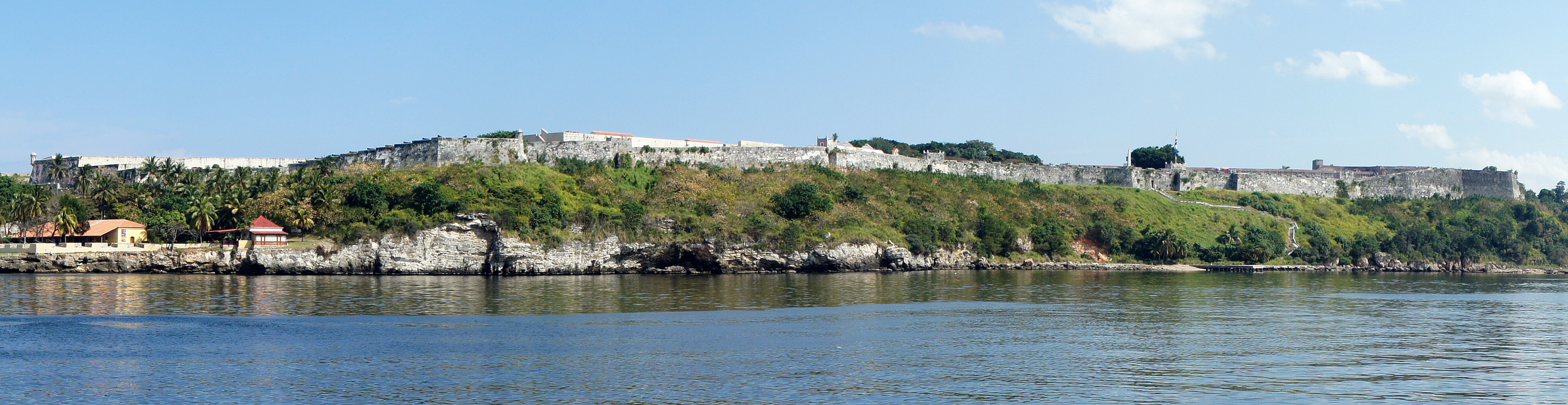
Vue panoramique de la forteresse de San Carlos de la Cabaña.